# Джон Ноґрейді
Джон Ноґрейді (англ. John Nogrady; 7 травня 1914 — 21 травня 2007) — колишній американський тенісист.
Найвищим досягненням на турнірах Великого шолома було 2 коло в одиночному розряді.

## Турніри Про-Слем

### Одиночний розряд: 2 (2 поразки)
| Результат | Рік  | Турнір               | Покриття | Суперник       | Рахунок                 |
| --------- | ---- | -------------------- | -------- | -------------- | ----------------------- |
| Поразка   | 1943 | US Pro Championships | Ґрунт    | Брюс Барнс     | 1–6, 9–7, 5–7, 6–4, 3–6 |
| Поразка   | 1944 | US Pro Championships | Ґрунт    | Велбі Ван Горн | 4–6, 2–6, 2–6           |